# Amy Palant
Amy Palant (1979) è una doppiatrice e cantante statunitense.
È conosciuta soprattutto per aver doppiato Miles "Tails" Prower nella versione inglese di Sonic X e nei videogiochi della serie dal 2005 al 2010.

## Carriera
Palant studiò doppiaggio presso gli Edge Studio, grazie al fondatore David Goldberg. Ancora oggi continua a lavorare allo studio come performer e insegnante. Oltre agli Edge Studio, ha lavorato anche con 4Kids Entertainment e DuArt Film and Video.
Da cantante Palant si è esibita con diverse Band, oltre ad essere stata un membro fondatore, nel 2005, della band Bombshell, ora conosciuta come i The Sells. Lascia il gruppo nel 2006.
Oltre al suo lavoro di doppiatrice, Palant è una psicoterapeuta infantile, e gestisce un esercizio a New York.

## Filmografia

### Televisione
- Fighting Foodons - Kayla
- Sonic X - Miles "Tails" Prower
- Shaman King - Iron Maiden Jeanne
- Midori Days - Makie, Marin, Yuma Takiguchi
- Shura no Toki - Principessa Yuki
- One Piece - Miss Valentine (doppiaggio 4Kids)
- Magica DoReMi - Dorie Goodwyn/ David (Ep.11)
- Mew Mew - Amiche vincenti - Cassandra
- Pokémon (serie animata) - Maya (stagione 5), Thatcher (stagione 6), Mary (stagione 7), Summer e voci minori (stagione 11), Verona, Maya voci e minori (stagione 12)
- Pokémon Chronicles - Crystal
- Tai Chi Chasers - Hannah
- Winx Club - Mirta (doppiaggio 4Kids)
- Pokémon: Giratina e il Guerriero dei Cieli - Shaymin, Layla

### Videogiochi
- Sonic (serie) - Miles "Tails" Prower (2005-2010)
- PokéPark Wii: La grande avventura di Pikachu - Shaymin